# Autobahn Nanjing–Wuhu
Die Autobahn Nanjing–Wuhu oder Ningwu-Autobahn (chinesisch 宁芜高速公路, Pinyin Níngwú gāosù gōnglù, englisch Ningwu Expressway), chin. Abk. G4211, ist eine regionale Autobahn in den Provinzen Jiangsu und Anhui im Osten Chinas. Die 72 km lange Autobahn zweigt bei Nanjing von der Autobahn G42 ab und führt in südwestlicher Richtung parallel zum Jangtsekiang über Maanshan nach Wuhu, wo sie in die Autobahn G50 einmündet.